# Stronger (Kelly Clarkson-album)
Stronger är det femte studioalbumet med Kelly Clarkson. Albumet släpptes den 26 oktober 2011 i Sverige i både en standard edition och i en deluxe edition.

## Låtlista
| Nr           | Titel                             | Kompositör                                               | Producer(s)                   | Längd |
| ------------ | --------------------------------- | -------------------------------------------------------- | ----------------------------- | ----- |
| 1.           | Mr. Know It All                   | Brian Seals, Ester Dean, Brett James, Dante Jones        | Brian Kennedy, Dean^, Jones^^ | 3:53  |
| 2.           | What Doesn't Kill You (Stronger)* | Jörgen Elofsson, Ali Tamposi, David Gamson, Greg Kurstin | Greg Kurstin                  | 3:42  |
| 3.           | Dark Side                         | busbee, Alex G.                                          | Kurstin                       | 3:45  |
| 4.           | Honestly                          | Tom Shapiro, Robert Marvin, Catt Gravitt                 | Kurstin                       | 3:36  |
| 5.           | You Love Me                       | Kelly Clarkson, Josh Abraham, Oliver Goldstein           | Abraham, Oligee               | 4:04  |
| 6.           | Einstein                          | Clarkson, Toby Gad, Bridget Kelly, James Fauntleroy II   | Gad                           | 2:59  |
| 7.           | Standing in Front of You          | Clarkson, Aben Eubanks                                   | Jason Halbert                 | 3:59  |
| 8.           | I Forgive You                     | Rodney Jerkins, Andre Lindal, Lauren Christy             | Jerkins, Lindal               | 3:04  |
| 9.           | Hello                             | Clarkson, Abraham, Goldstein, Bonnie McKee               | Abraham, Oligee               | 3:00  |
| 10.          | The War Is Over                   | Gad, Olivia Waite                                        | Gad                           | 3:57  |
| 11.          | Let Me Down                       | Clarkson, Chris DeStefano                                | DeStefano                     | 3:24  |
| 12.          | You Can't Win                     | Clarkson, Abraham, Goldstein, Felix Bloxsom              | Abraham, Oligee               | 4:20  |
| 13.          | Breaking Your Own Heart           | Jennifer Hanson, Michael Logen                           | Howard Benson                 | 3:49  |
| Total längd: | Total längd:                      | Total längd:                                             | Total längd:                  | 47:25 |

| 14. | Why Don't You Try | Eric Hutchinson | Steve Jordan | 4:47 |

| 14.          | Don't You Wanna Stay (with Jason Aldean)     | Jason Sellers, Paul Jenkins, Andy Gibson | Michael Knox    | 4:20  |
| 15.          | Alone                                        | Abraham, Goldstein, McKee, Ryan Williams | Abraham, Oligee | 3:01  |
| 16.          | Don't Be a Girl About It                     | Clarkson, Brent Kutzle                   | DeStefano       | 3:27  |
| 17.          | The Sun Will Rise (featuring Kara DioGuardi) | Kyle Jacobs, Danelle Leverett            | Benson          | 3:33  |
| Total längd: | Total längd:                                 | Total längd:                             | Total längd:    | 61:45 |

Bonuslåt på iTunes
18. Why Don't You Try (är på spår 14 på standard edition) (Eric Hutchinson) - 4:47
The Smoakstack Sessions EP
Denna EP är Kelly Clarksons första och heter The Smoakstack Sessions, och är endast tillgänglig via Kelly Clarksons officiella musikaffär och säljs endast tillsammans med Stronger (Deluxe Edition). EP:n består av akustiska låtar.
| Nr           | Titel                    | Kompositör                          | Längd |
| ------------ | ------------------------ | ----------------------------------- | ----- |
| 1.           | Hello                    | Clarkson, Abraham, Goldstein, McKee | 3:06  |
| 2.           | The War Is Over          | Gad, Franc                          | 3:58  |
| 3.           | You Love Me*             | Clarkson, Abraham, Goldstein        | 4:05  |
| 4.           | The Sun Will Rise        | Leverett, Jacobs                    | 3:20  |
| 5.           | If I Can't Have You*     | Clarkson, Ryan Tedder               | 3:40  |
| 6.           | I Can't Make You Love Me | Mike Reid, Allen Shamblin           | 3:57  |
| Total längd: | Total längd:             | Total längd:                        | 22:09 |

## Singlar
- Mr. Know It All (Släpptes 5 september 2011)
- What Doesn't Kill You (Stronger) (Släpptes 17 januari 2012)
- Dark Side (Släpptes 25 maj 2012)

### Fotnoter
1. ↑  ”iTunes Preview - Stronger - Kelly Clarkson”. iTunes Store. Apple Inc. 19 september 2011. https://itunes.apple.com/us/preorder/stronger-deluxe-version/id464851769.
2. ↑  ”Kelly unveils 'Stronger' Track listing”. Kellyclarkson.com. Sony Music Entertainment. Arkiverad från originalet den 25 september 2011. https://web.archive.org/web/20110925082127/http://www.kellyclarkson.com/us/news/kelly-unveils-stronger-tracklisting.